# Vyāra
Vyāra är en ort i Indien.   Den ligger i distriktet Tapi och delstaten Gujarat, i den centrala delen av landet, 900 km söder om huvudstaden New Delhi. Vyāra ligger 90 meter över havet och antalet invånare är 38 168.
Terrängen runt Vyāra är platt, och sluttar västerut. Runt Vyāra är det tätbefolkat, med 319 invånare per kvadratkilometer. Vyāra är det största samhället i trakten. Omgivningarna runt Vyāra är en mosaik av jordbruksmark och naturlig växtlighet.